# Blaina

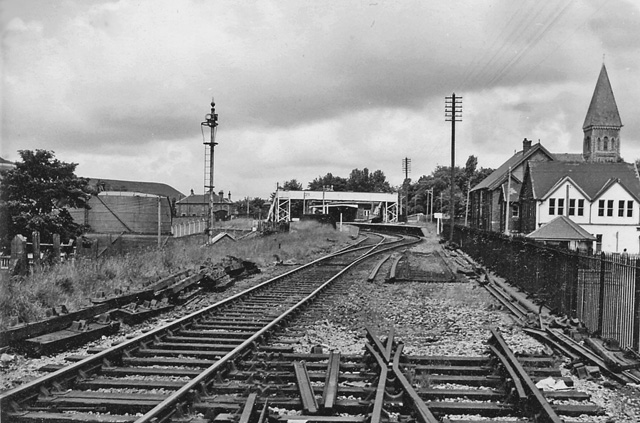
Até 1962 Blaina tinha uma estação na Great Western Railway.

Blaina (em galês:  Y Blaenau) é uma vila situada entre Brynmawr e Abertillery, na autoridade unitária de Blaenau Gwent, antiga paróquia de Aberystruth, Gales. No censo relizado em 2011 no Reino Unido, a população total de Y Blaenau era de 4.808. 